# مائة رجل وفتاة (فلم)
مائة رجل وفتاة (بالإنجليزية: One Hundred Men and a Girl) هو فيلم موسيقي تم إنتاجه في الولايات المتحدة وصدر في سنة 1937.

## ترشيحات وجوائز
| السنة | الحدث  | الفئة               | النتيجة |
| ----- | ------ | ------------------- | ------- |
|       | أوسكار | أفضل موسيقى تصويرية | فوز     |

## وصلات خارجية
- مقالات تستعمل روابط فنية بلا صلة مع ويكي بيانات